# Dwibahubeeja indica
Dwibahubeeja indica är en svampart som beskrevs av N. Srivast., A.K. Srivast. & Kamal 1995. Dwibahubeeja indica ingår i släktet Dwibahubeeja, divisionen sporsäcksvampar och riket svampar.   Inga underarter finns listade i Catalogue of Life.